# 帥念祖
帅念祖，字宗德，号兰皋。江西奉新縣人。清朝雍正、乾隆間文人、政治人物。

## 生平
少年为诸生，肄业於豫章书院。雍正元年（1723年）中进士，選翰林院庶吉士，散馆授编修，纂修《一统志》，改監察御史，迁给事中，分校會試。出爲浙江學政，疏请更定《学政考试规条》。帥念祖长于拔识人才，“一时名宿，都入网罗”。袁枚视之為知遇师。乾隆元年（1736年）举博学鸿词科。累官陕西布政使、护理巡抚。因事謫戍軍臺，卒于塞外。

## 著作
工诗、善绘，尤长指画花卉，兼寫山水。有《树人堂集》。